# イーメノサウルス
イーメノサウルス（Yimenosaurus）は、ジュラ紀前期に生息した原竜脚類恐竜の属である。化石は複数の個体が中国雲南省易門県（Yimen）で発掘されており、タイプ種Y. youngiは1990年Bai、Yang およびWangにより命名、記載された。肢の一部を除くほぼ完全な骨格が発見されている。

## 参照
1. ↑  Bai, Z., J. Yang, and G. Wang. (1990). "A new genus of prosauropod from the Yuxi (region) of Yunnan Province [Yunnan Yuxi yuanxijiao lei yi xin shu]". Yuxi Cultural Organization [Yuxi Wen Tuan] 1 (October 1990): pp. 14-23